# Unión Democrática Alemana
La Unión Democrática Alemana (en alemán: Deutsche Demokratische Union, DDU) fue un partido político izquierdista de la Alemania Occidental, aunque sus actividades estuvieron limitadas prácticamente sólo al estado de Sarre.

## Historia
La DDU fue fundada el 24 de septiembre de 1955, en lo que entonces era el Protectorado del Sarre. En las elecciones sarrenses de ese año obtuvo un 0,9%. Su éxito electoral más grande fue la elección estatal de 1960 en el ya estado federado alemán de Sarre, donde obtuvo un 5% y 2 escaños. Sus diputados en el Parlamento Regional del Sarre fueron Erich Walch y Erwin Gieseking.
En 1961, la DDU se convirtió en la sección sarrense de la Deutsche Friedens-Union (DFU).
Participó también en las elecciones estatales de 1965 en el Sarre, pero no entró nuevamente en el parlamento al obtener un 3,1%. Se desconoce la fecha de su disolución.